# コルドファン州
コルドファン州（Kordofan Province）は、スーダンの旧行政区画（mudiriyat）の9つのうちのひとつ。英埃領スーダン当初に設置され、独立後の1974年に南北に分割された。
その後、現在では北コルドファン州、南コルドファン州に加えて西コルドファン州の3つに分割されている。
州都はオベイド。人口は176万人で、旧9州の中では青ナイル州の次に多かった。